# Cieśnina Pomorska
Cieśnina Pomorska (ros. Помо́рский проли́в, Pomorskij proliw) – cieśnina Oceanu Arktycznego, oddzielająca wyspę Kołgujew od kontynentalnego wybrzeża Azji. W najwęższym miejscu ma 32 mile morskie (59 km; 37 mi) szerokości.